# تصوير خطي

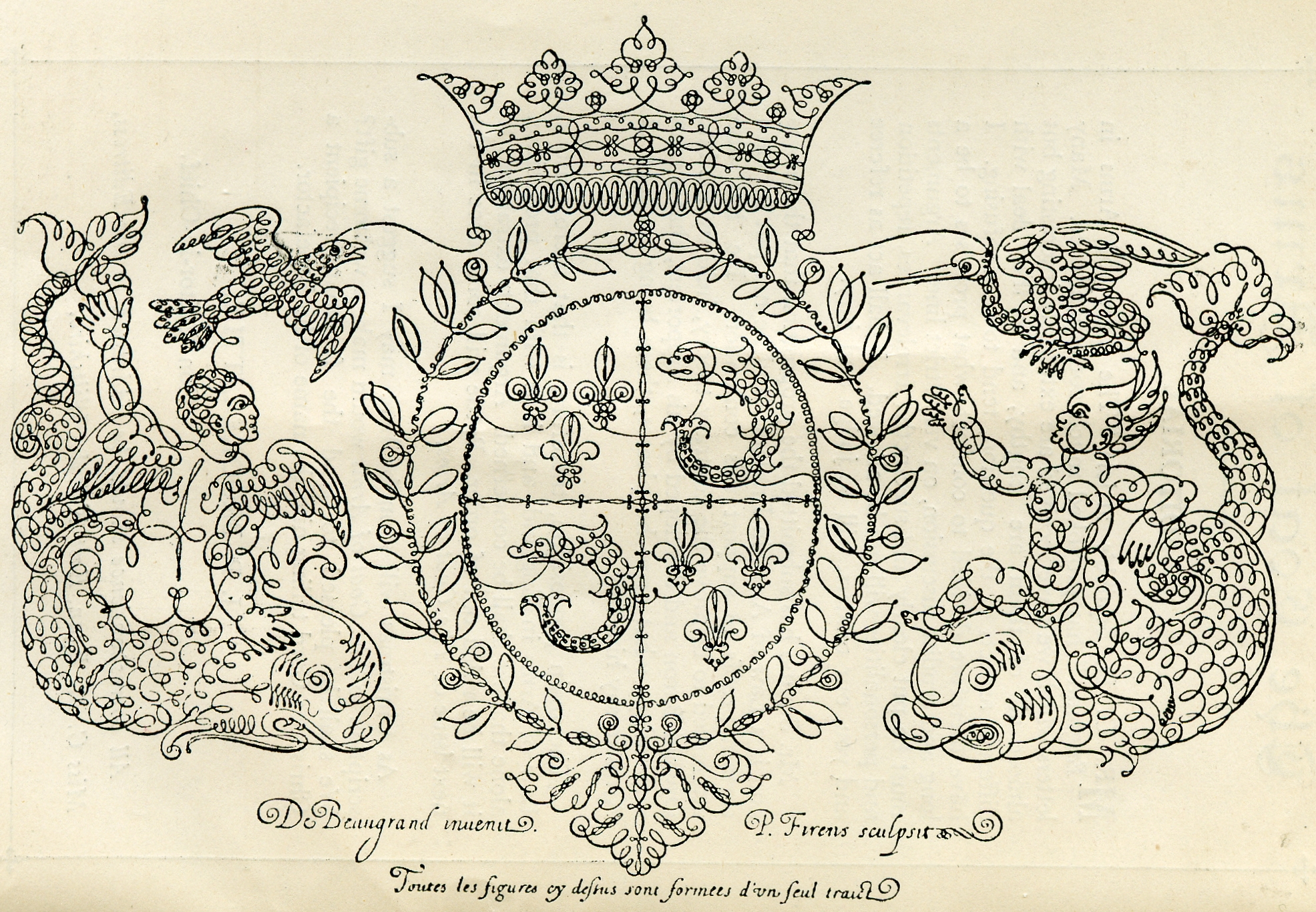
تمثيل خطي لأذرع دوفين فرنسا

التصوير الخطي أو الخطية (بالإنجليزية: Lineography)‏، هو فن الرسم دون رفع الفرشاة أو الأداة المستعملة في الرسم عن اللوحة الفنية.
نشأ هذا الفن في فرنسا بالقرن السابع عشر للميلاد. وقد أُهمِل بحلول أوائل القرن التاسع عشر للميلاد. شهد هذا الفن انتعاشًا جديدًا في عام 1960 مع إصدار تقنية حفر الرسم التخطيطي.
تُرسم في بعض الحالات مناظر طبيعية كاملة وأشكال ثابتة باستخدام هذه التقنية الخطية. أعيد إنتاج بعض الأعمال الفنية الشهيرة، مثل: الموناليزا، باستخدام حفر الرسم التخطيطي.
استعمل بابلو بيكاسو أيضاً أسلوب التصوير الخطي. في حياته المهنية اللاحقة بعد فترة السريالية، أنشأ مجموعة مكونة من أكثر من خمسين رسماً باستخدام تقنية الخطوط، ومجموعة متنوعة من الوسائط. غالبا ما تصور الرسوم الحيوانات والطبيعة. 
استخدم البرنامج التلفزيوني (كيف صنعت) الخط في مقاطعه القصيرة في بداية العديد من الحلقات، مع تقديم ملخص لتاريخ موضوع الحلقة.

## اقرأ أيضاً
- فن الخط